# Белецкий, Ян Кшиштоф
Ян Кшиштоф Белецкий (пол. Jan Krzysztof Bielecki; род. 3 мая 1951, Быдгощ) — польский политик, экономист, премьер-министр с 4 января по 5 декабря 1991 года.

## Биография
Окончил лицей имени Владислава Пневского в Гданьске, факультет экономики транспорта Гданьского университета в Сопоте в 1973 году. В 1970-е годы работал ассистентом в Институте экономики водного транспорта, в 1980—1982 годы — в Центре подготовки управленческих кадров министерства машиностроения.
Был экспертом «Солидарности», во время военного положения сотрудничал с подпольным движением, в мае 1982 года уволен с работы по политическим мотивам. В 1982—1985 годах занимался собственным бизнесом, затем основал кооператив «Советник», в котором работали подвергавшиеся преследованиям деятели оппозиции.
В 1989 году избран депутатом Сейма как представитель оппозиции, входил в состав Гражданского парламентского клуба. В 1991 году был премьер-министром (в президентство Леха Валенсы), его правительство продолжало курс на реализацию либеральных реформ, проводившийся кабинетом Тадеуша Мазовецкого, ключевую роль в нём продолжал играть Лешек Бальцерович. Белецкий основал партию Либерально-демократический конгресс (ЛДК), получившую 7,5 % голосов на выборах в октябре 1991 года, и был избран от неё депутатом Сейма. В правительстве Ханны Сухоцкой (1992—1993) был министром европейской интеграции. В 1994 году его партия ЛДК вошла в состав Унии Свободы.
С ноября 1993 года — директор и представитель Польши в Европейском банке реконструкции и развития в Лондоне. С 1 октября 2003 года — генеральный директор банка Pekao SA. В ноябре 2009 года подал в отставку с этого поста с января 2010. С 15 января 2010 года — председатель совета Польского института международных дел. 9 марта 2010 года премьер Дональд Туск назначил его председателем Экономического совета при премьер-министре.
Награждён орденом Белого Орла (2010), почётным знаком Bene Merito (2010). В 1991 удостоен премии Киселя, учреждённой Штефаном Кисилевским. В 2013 году удостоен Чехословацкой трансатлантической премии.